# Елецкий сельский округ
Елецкий сельский округ (каз. Елец ауылдық округі) — административная единица в составе Айыртауского района Северо-Казахстанской области Казахстана. Административный центр — село Елецкое.
Население — 722 человека (2009, 1048 в 1999, 1248 в 1989).

## История
Елецкий сельсовет образован 13 апреля 1972 года. 24 декабря 1993 года решением главы Кокчетавской областной администрации создан Елецкий сельский округ.
Село Кругловка было ликвидировано в 2015 году.

## Состав
В состав округа входят такие населенные пункты:
| Населенный пункт   | Население, человек (1989) | Население, человек (1999) | Население, человек (2009) |
| ------------------ | ------------------------- | ------------------------- | ------------------------- |
| Айыртауское, село  | 85                        | 189                       | 152                       |
| Елецкое, село      | 581                       | 462                       | 414                       |
| Колесниковка, село | 168                       | 146                       | 73                        |
| Кругловка, село    | 240                       | 120                       | 31                        |
| Междуозерное, село | 174                       | 131                       | 52                        |